# Puerto del Suspiro del Moro
El puerto del Suspiro del Moro es un paso de montaña situado en las cercanías de la ciudad de Granada, en España. Constituye una estribación de Sierra Nevada y sirve de enlace entre la Vega de Granada y el fértil Valle de Lecrín (o de la alegría). Se llama así ya que cuando Boabdil volviendo a su tierra, se dio la vuelta y suspiró.

## Leyenda

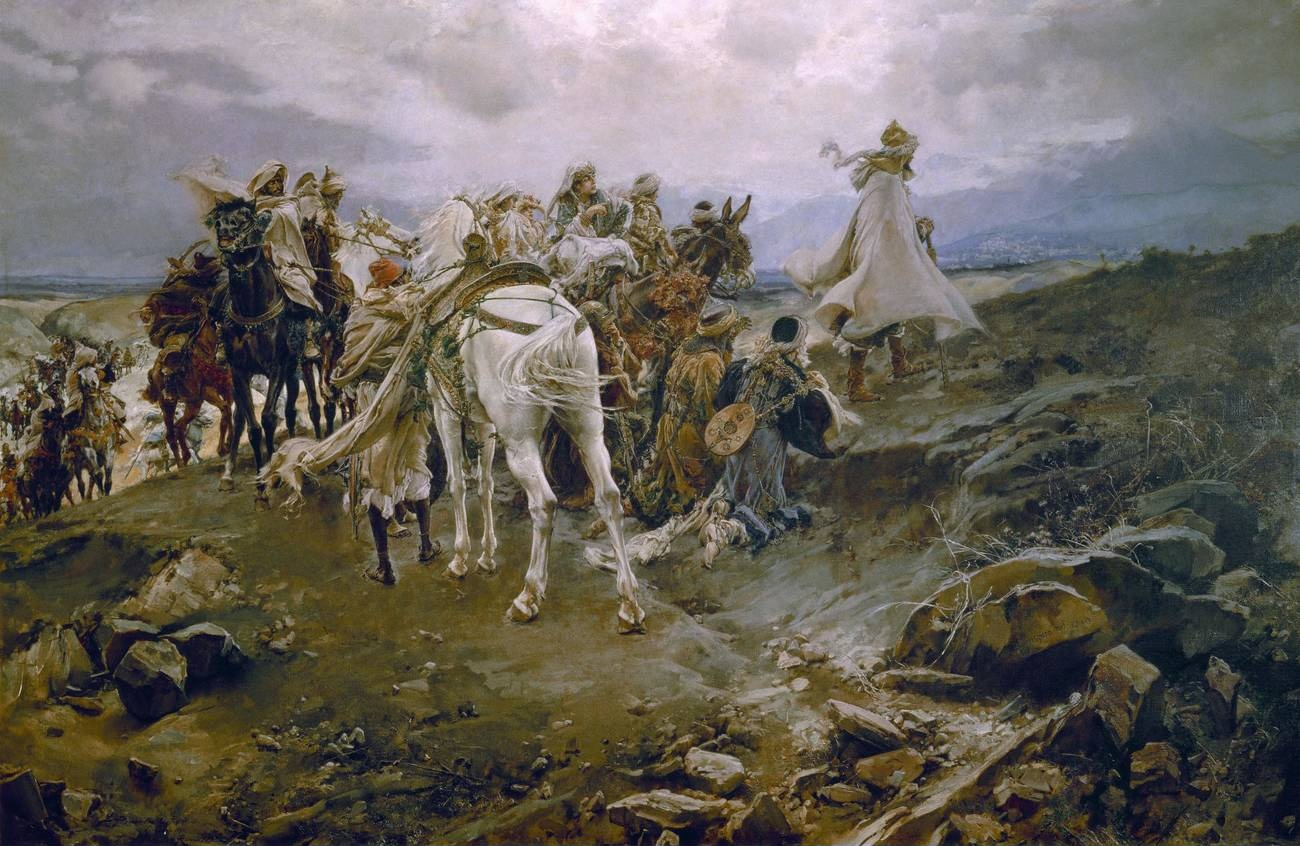
El suspiro del moro, por Francisco Pradilla

Tras arrebatar los Reyes Católicos el último reducto de la dominación musulmana en la península ibérica (el Reino de Granada) a Boabdil, el rey musulmán de la dinastía nazarí y su séquito fueron desterrados de Granada en 1492 y les fue cedido un pequeño señorío en las Alpujarras, donde aguantarían aún unos años. Camino a su destierro, Boabdil no osó girar la mirada hacia Granada, y sólo cuando estuvo sobre la última colina desde la que por esta ruta se divisa la capital de la Alhambra, a 12 kilómetros al sur de la ciudad, se detuvo y observando por última vez su palacio suspiró y rompió a llorar, siendo su propia madre, la sultana Aixa al-Horra quien le dijo: «Llora como mujer lo que no has sabido defender como un hombre». 
Desde aquel día, el puerto de 860 m de altitud, en el término municipal de Villa de Otura, donde madre e hijo tuvieron tan breve pero intenso intercambio de emociones, es comúnmente conocido como «El suspiro del Moro».
El escritor Leonardo Villena sostiene en su libro El último suspiro de Boabdil que éste fue un invento del obispo Antonio Guevara para ganar crédito ante el emperador Carlos V.